# Brutus (Popeye)
Pour les articles homonymes, voir Brutus.
Brutus (ou Timothée dans certaines versions françaises de la bande dessinée, Bluto dans la version originale du dessin animé) est un personnage de fiction créé en 1932 par Elzie Crisler Segar dans son comic strip The Thimble Theatre Starring Popeye. C'est un pirate baraqué qui apparaît brièvement dans la bande dessinée, il est cependant devenu l'antagoniste régulier de Popeye dans les adaptations animées, notamment celles produites par les studios Fleischer à partir de 1933. Lors de sa première apparition, il est introduit comme « Bluto the Terrible », un marin brutal et cupide, aux proportions surhumaines, destiné à être un adversaire ponctuel dans l’arc narratif The Eighth Sea. Ce premier affrontement avec Popeye, l’un des plus violents jamais dessinés par Segar, ne fut toutefois que sa seule apparition sous la plume du créateur.
Néanmoins, le personnage fut adopté par les studios d’animation qui, en raison de son apparence menaçante et de la clarté de son opposition à Popeye, le propulsèrent au rang de rival emblématique. Brutus devint alors l’ennemi récurrent dans les dessins animés, souvent représenté comme un voyou marin ou un vil séducteur aux intentions douteuses envers Olive Oyl. Le succès des premiers courts-métrages des studios Fleischer, notamment Popeye the Sailor sorti en 1933, consolida le format répétitif : Popeye triomphe in extremis de Brutus grâce à sa boîte d’épinards, désormais emblème de sa force héroïque.

## Personnage
Brutus est une brute cruelle, barbu et musclé qui sert de némésis à Popeye et d'ennemi juré pour l'amour d'Olive Oyl. Il utilise généralement la force brute et/ou la ruse pour atteindre ses différents objectifs. Sa voix est très forte, dure et profonde, avec un grognement incompréhensible d'ours entre les mots et les phrases. Cette voix, ainsi que la barbe sombre, les dents tordues et la corpulence, sont similaires à celles du méchant, bien connu à l'époque, Red Flack dans le film La Piste des géants de 1930, joué par Tyrone Power Sr.
Brutus fut également représenté sous d'autres identités (mais toujours en tant qu’antagoniste) dans les « moyens métrages » animés des frères Fleischer : Sindbad le marin et Abu Hassan. Au fil du temps, sa force est dépeinte de manière incohérente : parfois plus faible que Popeye, il peut aussi rivaliser avec lui, voire le surpasser, même après l’absorption des fameux épinards. Dans certains épisodes, il est ridiculisé ou vaincu par Olive Oyl ou même par le bébé Mimosa, reflétant de façon indirecte le côté comique et imprévisible du personnage.
Brutus, comme Popeye, est amoureux d'Olive Oyl et tente souvent de la kidnapper. Cependant, avec l'aide de quelques épinards, Popeye finit généralement par le vaincre. Certains dessins animés présentent Popeye et Brutus comme des amis marins, bien que dans ces épisodes, Brutus se retourne généralement contre Popeye lorsqu'un objet d'intérêt (généralement Olive) est placé entre eux. Le court-métrage Les amis-ennemis (Fightin’ Pals) explore même leur relation ambiguë, les présentant comme des « frenemies » (litt. « faux amis ») qui se respectent dans le conflit.
Dans d'autres épisodes, Brutus essaie de saboter Popeye avant même le combat, comme lorsqu’il dérobe son stock d’épinards pour le jeter à la décharge. Dans un cas atypique, Popeye force Brutus vaincu à consommer des épinards, après quoi Brutus bat facilement Popeye, ce qui amène Olive à avoir pitié de lui et à le préférer à Brutus.
Dans la plupart des cas, le nom Brutus est utilisé comme un prénom. Dans les dessins animés où Brutus incarne d'autres personnages, ou « rôles », le nom peut être utilisé comme nom de famille, comme le bûcheron « Pierre Brutus » dans le dessin animé Axe Me Another et le « Professeur Bluteau » dans Learn Polikeness.

## Bluto ou Brutus?
Après l'arrêt de la production de la série de dessins animés Popeye en 1957, le nom de Bluto a été changé en Brutus en anglais parce que King Features pensait à tort que Paramount Pictures, distributeur des dessins animés des studios Fleischer (devenus Famous Studios), détenait les droits sur le nom Bluto. En réalité, King Features était propriétaire du nom, car Bluto avait été créé à l'origine pour la bande dessinée. En raison d'un manque de recherches approfondies, King Features ne s'en est pas rendu compte et l'a réinventé sous le nom de Brutus en anglais pour éviter de supposés problèmes de droits d'auteur. 
Brutus (souvent prononcé Brutusk par Popeye) apparaît dans la série télévisée Popeye the Sailor diffusée de 1960 à 1962 avec une apparence physique modifiée, le rendant obèse plutôt que musclé. Il porte normalement une chemise bleue et un pantalon marron. Malgré ce changement, la fonction narrative du personnage reste inchangée.
Pour ne rien arranger, les noms furent inversés dans la version française la plus récente de cette série, où Brutus est appelé « Bluto » : un glissement malheureux, puisque c’est justement Bluto qui, à l’origine, portait le nom de Brutus en français dans la bande dessinée avant que toute cette confusion n’éclate.
Brutus est ensuite apparu dans le jeu Popeye produit par Nintendo.
Le nom du personnage est de nouveau modifié en « Bluto » en anglais pour la série Les Nouvelles Avenrures de Popeye (1978-1983), le film Popeye de 1980, ainsi que pour la série Popeye, Olive et Mimosa de 1987 ; réalisés par la société Hanna-Barbera. Le personnage a également été appelé Bluto dans le film Le Voyage de Popeye : À la Recherche de papy.
Il a longtemps été admis que Bluto et Brutus étaient une seule et même personne. Cependant, une bande dessinée Popeye de 1988, publiée par Ocean Comics, présentait les deux personnages comme des frères jumeaux. Bobby London, qui dessinait la bande quotidienne de Popeye, raconta dans The Return of Bluto que l’original de 1932 revenait pour découvrir qu’une série d’imitateurs s’étaient appropriés son rôle sous le nom de Brutus. Cette idée a été canonisée dans les strips du 28 décembre 2008 et du 5 avril 2009,, écrits par Hy Eisman, et poursuivie dans les récents épisodes de Randy Milholland. On y présente désormais Bluto et Brutus comme des frères jumeaux, souvent en concurrence, voire en alliance temporaire.
Par le passé, en l'absence de Bluto, plusieurs adversaires barbus ont brièvement occupé sa place dans les bandes dessinées, parfois appelés « Mean Man », « Black Jack » ou simplement « le gros type barbu ». Dans les années 1950, Bud Sagendorf introduisit le fils de la Sorcière des mers, surnommé « Sonny Boy », qui partageait de nombreux traits avec Bluto sans jamais porter son nom. Ce personnage fit son retour dans les années 1990 sous la plume de Bobby London et a même été mentionné en 2022 comme personnage à part entière.

## Voix

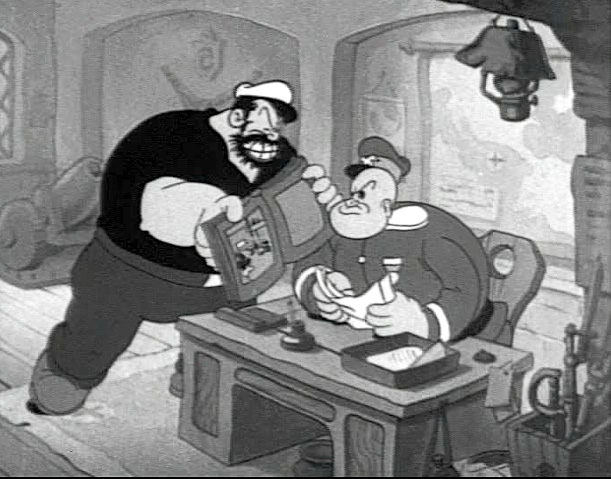
Brutus (à gauche) dans le court-métrage d'animation I'm in the Army Now des Studios Fleischer (1936).

Dans les dessins animés de la Paramount, Bluto a été interprété par un certain nombre d'acteurs, dont William Pennell, Gus Wickie, Jack Mercer, Pinto Colvig, Dave Barry, Tedd Pierce et Jackson Beck, qui a repris le rôle en 1944. Beck a également fait la voix de Brutus au début des années 1960. Dans le film de 1980, il était interprété par Paul L. Smith. Dans The All-New Popeye Hour et Popeye and Son, il a été doublé par Allan Melvin. Dans Le Voyage de Popeye : À la Recherche de papy, il a été interprété par Garry Chalk.

## Incarnations
- Popeye (dessins animés, 1933-1957) : William Pennell (1933-1935), Gus Wickie (1935-1938) puis Jackson Beck (1938-1957, voix). Claude Bertrand (1933-1986, voix française)
- Popeye the Sailor (série animée, 1960-1962) : Jackson Beck (voix)
- Popeye Meets the Man Who Hated Laughter (téléfilm animé, 1972) : Bob McFadden (voix)
- The All-New Popeye Hour (série animée, 1978-1983) : Allan Melvin (voix)
- Popeye de Robert Altman (film, 1980) : Paul L. Smith.
- Popeye, Olive et Mimosa (série animée, 1987) : Allan Melvin (voix) et Francis Lax (voix française)
- Le Voyage de Popeye (téléfilm animé, 2004) : Garry Chalk (voix)